# Irene Manton

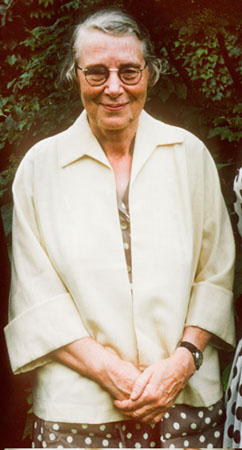
Irene Manton um 1955

Irene Manton (* 17. April 1904 in Kensington; † 13. Mai 1988 in Leeds) war eine britische Botanikerin. Sie leistete bedeutende Beiträge in der Erforschung von Farnen und Algen und war eine Vorreiterin im Einsatz der Fotografie in der botanischen Forschung. Sie war die erste Frau, die zur Präsidentin der Linnean Society gewählt wurde. Ihr botanisches Autorenkürzel lautet Manton.

## Leben
Irene Manton war die Tochter der französischen Adligen Milana Angèle Thérèse Manton, geb. d'Humy, Stickerin und Designerin u. a. für Liberty’s of London und des Zahnchirurgen George Sidney Frederick Manton.
Manton wurde nach einer Tante ihrer Mutter auf die französische Version Irène getauft. Die französische Schreib- und Sprechweise ihres Vornamens hielt sie bis zu ihrem 18. Lebensjahr bei. Danach entschied sich Manton für die englische Form ihres Vornamens und übernahm sie für ihr weiteres Leben. Ihre Schwester, wie Irene Manton ebenfalls Mitglied der Royal Society of London, war die Insektenforscherin Sidnie Manton (1902–1979).
Irene Manton wuchs im Stadtteil Royal Borough of Kensington auf, der ein von der Oberschicht geprägtes Viertel von London ist. Die Familie von Manton beschäftigte einen Koch, eine Hausangestellte und Zimmermädchen. Die Eltern legten großen Wert auf die Erziehung und Bildung ihrer Töchter. Sie besaßen einen kleinen Landsitz in Brookwood, Surrey, wo die Mädchen die Sommermonate verbrachten. Sie wurden dort dabei unterstützt, die Landschaft zu beobachten und zu genießen. Expeditionen wurden unternommen, um Schmetterlinge zu fangen, die nachträglich gezeichnet wurden. Beide Mädchen entwickelten hohe Sachkunde im Malen mit Wasserfarben. Aus dieser Begeisterung für die Welt der Natur war es den Eltern ein Anliegen, Irene und Sidnie eine fortschrittliche Bildung zu vermitteln, die diese Interessen förderte und vertiefte.
Ihre frühe Ausbildung erhielt Irene Manton an der Froebel Demonstration School sowie der St. Paul’s Girls’ School in Hammersmith, London. 1923 gewann sie ein Stipendium und besuchte damit das Girton College in Cambridge, wo sie 1926 ihren Master of Arts in Botanik mit Auszeichnung absolvierte. Sie empfand die Universität als unbefriedigend, zum Teil wegen der deutlichen Ablehnung von Frauen in den universitären Mauern.
Anschließend ging sie nach Stockholm zu Gustaf Otto Rosenberg. Sie promovierte an der Universität Manchester über Kreuzblütler als Assistenz-Dozentin (1928–1930). Dafür begann sie, Kreuzblütler nach ihren Chromosomen zu klassifizieren. Sie wertete 250 Arten aus, Grundlage für ihre erste bedeutende Publikation. Anschließend erhielt sie eine Dozentur (1930–1946) an der Universität Manchester. Dort forschte sie unter Begleitung von W. H. Lang an Farnen. Sie bestimmte anhand von Chromosomen Familien und Arten von Farnen und deren phylogenetische Beziehungen. Ergebnisse dieser Studien fasste sie in dem Buch „Problems of Cytology and Evolution in the Pteridophyta“ zusammen (1950). Sie entdeckte die thylakoide Struktur von Chloroplasten und Details der Ultrastruktur von Zellen.
Den größten Teil ihrer beruflichen Karriere verbrachte sie an der Universität Leeds, wo sie von 1946 bis 1969 als Professorin für Botanik forschte und lehrte. Danach arbeitete sie auch als Emerita weiter mit dem Fokus auf Farnen und Algen. Die Forschung zu Farnen hatte die Schwerpunkte Kreuzungszüchtung (Hybridbildung), Chromosomenverdopplungen (Polyploidie) sowie ungeschlechtliche Fortpflanzung (Apomixis). Ihre Forschung zu Algen ist insbesondere bemerkenswert wegen des Einsatzes des Elektronenmikroskops, wodurch ihre cytologische Arbeit weltweit bekannt wurde. Sie konnte hierdurch die Struktur von Cilien und Flagellen detailliert beschreiben.
Nach ihrer Pensionierung arbeitete Irene Manton in verschiedenen Laboratorien (u. a. Kanada, Südafrika, Marburg) und entdeckte u. a. zahlreiche neue Flagellaten.
Irene Manton vermachte der Universität Leeds ihre Sammlung moderner und orientalischer Kunst. Während ihrer Laufbahn an der Universität Leeds hingen viele dieser Bilder an den Wänden des Botanischen Hauses.

## Ehrungen
Im März 1961 wurde Irene Manton als Fellow of the Royal Society gewählt. 1967 wurde sie Mitglied der Leopoldina, mit deren Schleiden-Medaille sie 1973 ausgezeichnet wurde.
Manton erhielt 1969 die Linné-Medaille zusammen mit Ethelwynn Trewavas.
1969 wurde sie auch in die American Academy of Arts and Sciences gewählt. Von 1971 bis 1972 war sie Präsidentin der Pteridological Society.
Sie wurde als erste Frau zur Präsidentin der Linné-Gesellschaft in London berufen und stand ihr von 1973 bis 1976 vor.

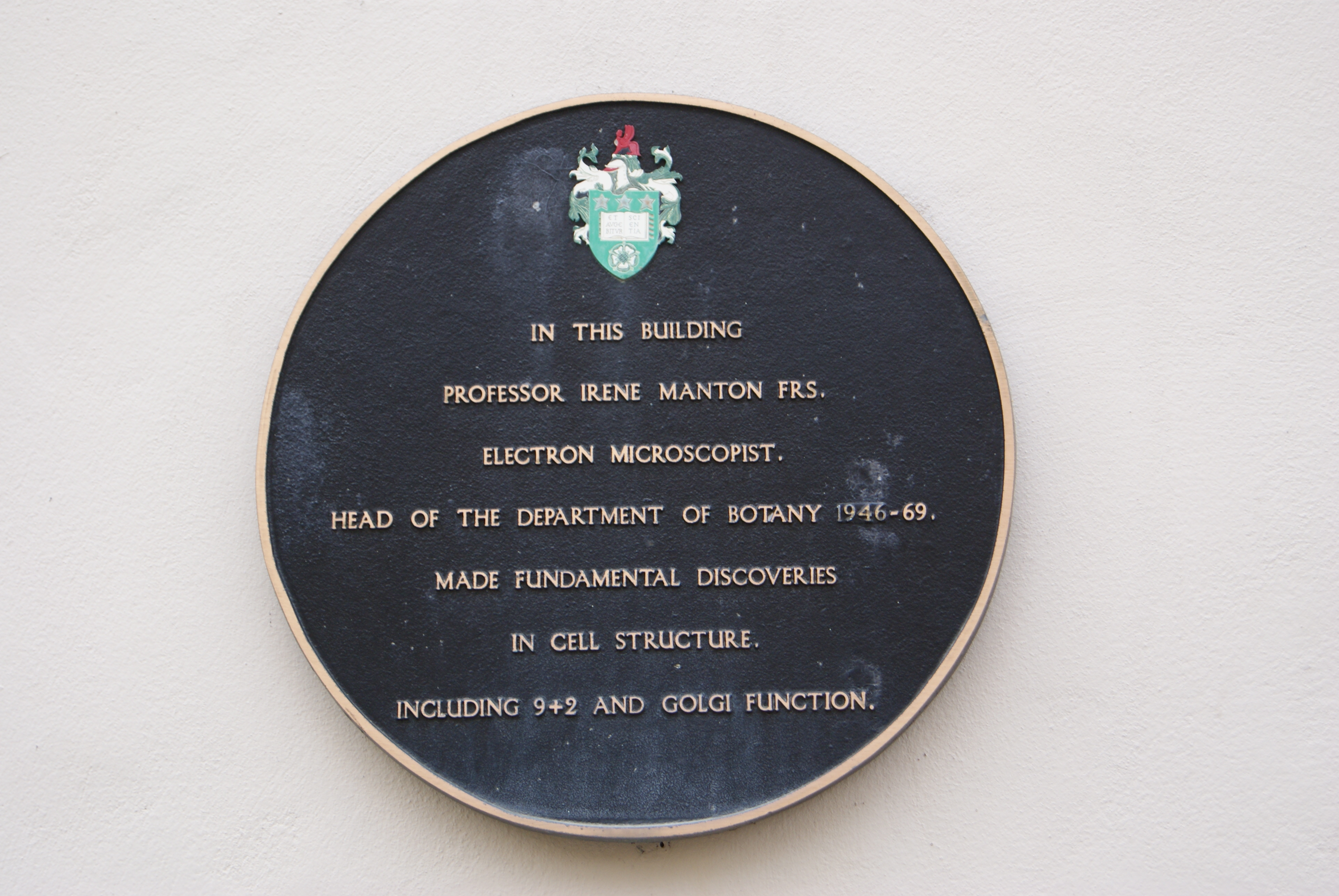
Gedenktafel der University of Leeds für Irene Manton

Eine Gedenktafel an der University of Leeds erinnert an die Entdeckungen, die Manton an dieser Universität machte.
Dem Gebäude der biologischen Wissenschaften der Universität Leeds wurde 1998 anlässlich ihres zehnten Todestages und ihr zu Ehren der Name Irene Manton Building verliehen.
1990 wurde der Irene Manton Prize für die beste Dissertation in Botanik innerhalb eines akademischen Jahres durch die  Linné-Gesellschaft geschaffen.
Ein Krater der Venus wurde ihr und ihrer Schwester zu Ehren Manton crater genannt.
1972 benannte Desikachery eine Grünalgengattung aus der Familie der Mamiellaceae in Erinnerung an die Beiträge von Irene Manton über begeißelte Grünalgen Mantoniella. Auch die Gattung Imantonia wurde nach ihr benannt, der Gattungsname gilt aber heute als Synonym für die von ihrer Kollegin Mary Parke aufgestellte Gattung Dicrateria.
Irene Manton wurden Ehrendoktortitel von fünf Universitäten verliehen: McGill University, Montreal (1959), Oslo, Norwegen (1961), Durham (1966), Lancaster (1979) und Leeds (1984).

## Schriften
- Problems of cytology and evolution in the Pteridophyta. Cambridge University Press, 1950. doi:10.5962/bhl.title.4667